# Roger van Boxtel
Roger Henri Ludovic Maria van Boxtel (Tilburg, 8 februari 1954) is een Nederlands bestuurder en een voormalig politicus namens D66.

## Jeugd en vroege loopbaan
Van Boxtel groeide op in Amstelveen. Hij behaalde in 1973 zijn hbs-diploma aan het Keizer Karel College.
Daarna studeerde hij Nederlands recht aan de Universiteit van Amsterdam. Voordat hij in de politiek kwam was hij werkzaam bij de Vereniging van Nederlandse Gemeenten, organisatieadviseur, interim-manager en vicevoorzitter van de landelijke Stichting Projecten Opvang Asielzoekers.

## Politieke carrière
Van Boxtel was van 30 augustus 1994 tot 3 augustus 1998 Tweede Kamerlid. In de Kamer was hij woordvoerder voor volksgezondheid en minderhedenbeleid en vicefractievoorzitter van D66. Hij bracht onder andere een initiatiefwet tot stand over de aanstellingskeuring.
In 1998 werd Van Boxtel minister zonder portefeuille in het tweede kabinet-Kok, belast met Grotesteden- en integratiebeleid. Na het aftreden van Bram Peper in 2000 werd hij tijdelijk benoemd tot minister van Binnenlandse Zaken. Na de Tweede Kamerverkiezingen 2002 verliet Van Boxtel de politiek om tussen 7 juni 2011 tot 9 juni 2015 weer terug te keren als lid van de Eerste Kamer, en tevens voorzitter van de fractie van D66. In september 2014 besloot hij zich niet opnieuw verkiesbaar te stellen. Na de gemeenteraadsverkiezingen van maart 2014 werd Van Boxtel benoemd tot informateur van de collegeonderhandelingen in Amsterdam.

## Carrière buiten de politiek
Van januari 2003 tot en met de zomer van 2004 was Van Boxtel directievoorzitter van zorgverzekeraar Menzis waar hij de samenvoeging van Amicon en Geové ging leiden. Nadien werd hij benoemd tot voorzitter van de raad van bestuur van deze zorgverzekeraar. Hij sprak diverse malen zelf de reclameboodschappen van Menzis in. In april 2015 is hij op eigen initiatief gestopt bij Menzis.
Ook was Van Boxtel van 2003-2005 voorzitter van het Humanistisch Verbond.
Van 1 januari 2004 tot 1 augustus 2008 was hij voorzitter van de publieke omroep NPS.
Van juni 2008 tot eind 2010 was Van Boxtel voorzitter van IUCN Nederland.
Van Boxtel was lid van de Taskforce Biodiversiteit en Natuurlijke Hulpbronnen, bedoeld om het kabinet suggesties te doen voor het behoud en duurzaam gebruik van biodiversiteit.
Verder was Van Boxtel lid van de ledenraad van Ajax en van november 2011 tot en met januari 2012 lid van het interim-bestuur bij deze voetbalclub. Ook zat hij in de commissie die onderzoek deed naar de technische en organisatorische structuur van Ajax.
Van Boxtel was van 2015 tot 2020 president-directeur van de Nederlandse Spoorwegen. Daarnaast was hij van 2015 tot oktober 2020 commissaris van APG. Sinds april 2019 is hij voorzitter van de raad van toezicht van Amsterdam Sinfonietta en sinds 2021 voorzitter van de Leo Smit Stichting.
Sinds 2021 was hij voorzitter van de raad van commissarissen bij KPMG. In juni 2023 stapte hij op nadat gebleken was dat er grootschalige examenfraude bij deze organisatie had plaatsgevonden. Ook van Boxtel had zich aan examenfraude schuldig gemaakt.

## Persoonlijk
Van Boxtel is getrouwd en heeft twee kinderen.
- Parlement.com: vg09lllviixo